# نبرد کوه سفید
نبرد کوه سفید (انگلیسی: Battle of White Mountain)، بخشی از جنگ سی‌ساله در سال ۱۶۲۰ بین پادشاهی بوهم و انتخابگرنشین پفالتس از یکسو و امپراتوری مقدس روم و متحدانش (اسپانیای هابسبورگ شاهزاده‌نشین‌های کاتولیک آلمانی)از سوی دیگر بود که با پیروزی اتحادیه کاتولیک به پایان رسید.